# Эймир (племя)
Эймир (также эймур, эймюр, имур, аймур, ими и имир; туркм. Eýmir) — древнее туркменское (огузское) племя, входившее в состав 24-х самых ранних туркменских племен, ведущих свое происхождение от внуков родоначальника туркмен Огуз-хана.

## Этимология
В средневековой литературе, впервые упоминание племени встречается у караханидского филолога и лексикографа XI—XII вв. Махмуда аль-Кашгари в энциклопедическом словаре тюркского языка Диван лугат ат-турк в составе 22 огузских (туркменских) племен, где автор указывает его в форме эймюр:
«Огуз — одно из тюркских племен (кабиле), они же туркмены. Они состоят из 22 родов…Одиннадцатый — Эймюр…».
Позднее, в историческом произведении Джами ат-Таварих (Сборник летописей) историка и государственного деятеля Государства Хулагуидов Фазлуллаха Раши ад-Дина, племя эймир указывается также в форме эймюр как одно из 24-х огузских (туркменских) племен, прямых потомков внуков Огуз-хана, а значение названия объясняется как «беспредельно хороший и могущественный».
Хивинский хан и историк XVII в. Абу-л-Гази является автором исторического труда Родословная туркмен, в котором перечисляются 24 древних туркменских племени, одним из которых является эймир (имир), что по Абу-л-Гази означает «богатейший».
О племени эймир, как одном из 24-х древнейших туркменских племен, также сообщает туркменский историк XVI в. Салар-Баба.
Также упоминается Гардизи в его труде Зайн аль-ахбар как одно из племён основавших Кимакский каганат наряду с кимаками (йемеки). Он указывает его в форме Ими что скорее всего является единственным числом в то время как Имир (Эймир) является множественным числом этого слова..

## История
Племя эймир было одним из крупнейших племен, населявших средневековое центральноазиатское государство Кимакский каганат. Согласно средневековым историческим надгробиям, на территорию Анатолии племя эймир впервые прибыло в 1071 году в составе других огузо-туркменских племен.

## Современные потомки
В настоящее время, потомками древнего туркменского племени эймир является туркменская этнографическая группа эмрели, части которой также входят в состав туркмен-йомудов и туркмен-гаравулов.

## Топонимика
На территории Туркменистана имеются следующие топонимы, связанные с племенем эймир:
Эймир — село в Кёнеургенчском этрапе Дашогузского велаята;
Эймирин тутгусы — урочище в Этрекском этрапе Балканского велаята.
В связи с миграциями огузо-туркменских племен в средние века на Южный Кавказ и Средний Восток , племя эймир оставило свои следы в топонимике некоторых стран.
- Эймур — село в Агдашском районе Азербайджана
- Бёюк Амили — село в Габалинском районе Азербайджана[10].
- Кичик Амили — село в Габалинском районе Азербайджана[10].
- Эймир — озеро в иле Анкара, Турция

Всего на территории Турции имеются 39 населённых пунктов, носящих имя племени эймир. Топонимы Эймир также встречаются на территории Ирана.